# Sant Urbà de Montclús
Sant Urbà de Montclús és una església de les Avellanes i Santa Linya (Noguera) protegida com a bé cultural d'interès local.
És situada en el conjunt arqueològic de Montclús prop de les restes del castell i vilatge, al cim d'unes agulles rocalloses, dins el caòtic barranc de Sant Urbà.

## Història
De l'antiga església parroquial de Sant Urbà hi ha notícies documentals des de l'any 1066. Es tracta d'una escriptura per la qual Arnau Mir de Tost, d'acord amb l'abat Guillem Ramon d'Àger, dividí en tres parts tots els béns del monestir, assignant una part a la canònica, l'altra a l'abat Guillem i la tercera a cadascun dels canonges com a benefici. L'escriptura especifica que al canonge Mir Oliva li pertocava «...medietatem ex parroquia Montis Clusi...», és a dir, la meitat dels beneficis que se sostreien de la parròquia de Montclús. Possiblement és aquesta mateixa parròquia la que veiem després vinculada a la canònica de Solsona. Montclús apareix en la butlla atorgada a Solsona pel papa Eugeni III l'any 1151. També és consignada entre les possessions de Santa Maria de Solsona en l'acta de consagració d'aquesta canònica l'any 1163 i en butlles posteriors. La parròquia de Montclús consta al costat d'altres esglésies de la rodalia, com Tartareu o Santa Linya, en un inventari d'esglésies que al final del segle xiii romanien subjectes a Solsona. En l'actualitat s'hi celebra un aplec anual el dia 25 de maig.
L'ermita va ser restaurada l'any 2010. La intervenció arqueològica que es va portar a terme durant la restauració va permetre documentar el sistema constructiu de la teulada i dos altars antics on es van trobar un ossari i un reliquiari, ambdós dipositats al Museu Comarcal de la Noguera (Balaguer).

## Arquitectura
Edifici d'estructura molt singular i no només pel seu excepcional emplaçament topogràfic. Té una sola nau, coberta amb volta de canó de perfil semicircular reforçada per dos arcs torals que arrenquen de sengles pilastres rectangulars, amb impostes prismàtiques sense ornamentació. La volta recolza en dos arcs formers adossats als murs laterals. La capçalera és extraordinàriament singular i inusual. Presenta dos absis semicirculars de dimensions diferents, sobretot a l'interior, ja que l'absis sud és de dimensions molt reduïdes i situat excèntricament. L'absis situat al nord és més gran, especialment en alçada. Està col·locat de biaix en relació al mur de llevant i presenta una mena d'arc presbiteral, només en la seva meitat nord, que resol el biaix format amb el mur de la nau. L'absis nord podria correspondre a una fase constructiva inicial.
A la façana sud hi ha la porta, d'arc de mig punt adovellat, i una finestra de doble esqueixada. A l'absis sud hi ha també una finestra de doble esqueixada amb l'arc retallat en un sol carreu. A l'absis nord hi ha dues finestres, una al sud d'una sola esqueixada i l'altra centrada, de doble esqueixada, construïda amb peces de pedra tosca, mot més rústega que les altres finestres de l'edifici, fetes amb aparell molt més acurat. A la façana de ponent hi ha una finestra cruciforme. Les façanes no tenen ornamentació i són fetes de carreuons ben escairats, sense polir, disposats de forma ordenada.
La tipologia constructiva es relacionaria amb les formes del segle xii, seguint la tradició constructiva del segle anterior sobretot pel que fa al treball de la pedra, que no és polida. La hipòtesi cronològica que situaria l'edifici entre els segles xi i xii no aclareix les seves singularitats tipològiques com ara l'ultrapassament de l'arc d'obertura de l'absis nord. L'arquitectura d'aquesta església utilitza elements comuns al seu temps però combinats amb una tipologia i unes proporcions ben personals i allunyades dels models comuns.